# 24時間テレビ35 愛は地球を救う
『24時間テレビ35 「愛は地球を救う」  未来』（24じかんテレビ35「あいはちきゅうをすくう」 みらい）は、日本テレビにて2012年8月25日（土曜日）18:30 - 8月26日（日曜日）21:09（JST）に生放送された通算35回目の『24時間テレビ』である。

## 概要
番組は15分拡大されて21:09までの放送、2002年（第25回）以来放送枠は土曜18:30 - 日曜20:54枠となっており、枠が異なったのは土曜19:45 - 日曜21:34になった2004年（第27回）以来8年振り。26時間45分（正味時間は26時間39分）は2025年現在においての歴代最長記録である。
メインパーソナリティを嵐が4年ぶり、4度目の担当を務めた。
チャリティーマラソンは、佐々木健介・北斗晶一家4名によるリレー形式のマラソンとなった。前年のマラソンランナーだった徳光和夫が、今回は「出演のひとり」として番組の随所に登場する形式となった。
この年は「嵐にしやがれ」「しゃべくり007」の制作陣を中心としたスタッフ構成であったため、これらに関わる演者も多く出演していた。

## 出演者
※※グループ名・所属は基本的に当時のもの

### 総合司会
- 羽鳥慎一
- 鈴江奈々（日本テレビアナウンサー）

### メインパーソナリティー
- 嵐
  - 大野智
  - 櫻井翔
  - 相葉雅紀
  - 二宮和也
  - 松本潤

### チャリティーパーソナリティー
- 新垣結衣

### 番組パーソナリティー
- タカアンドトシ（タカ・トシ）

### 武道館を訪れた出演者
- 徳光和夫

### チャリティーマラソンランナー
- 佐々木健介・北斗晶一家
  - 佐々木健介
  - 北斗晶
  - 佐々木健之介
  - 佐々木誠之介

## 企画・コーナー

### タイムテーブル
| 時間         | コーナー名                                                                        |
| ------------ | --------------------------------------------------------------------------------- |
| 25日 18:30 - | オープニング                                                                      |
| 25日 19:10 - | 松本ダーツの旅 石川県加賀市                                                       |
| 25日 19:00 - | 佐々木&北斗ファミリーマラソンスタート                                             |
| 25日 19:30 - | はなちゃんのみそ汁～ガンで亡くなった母の味                                        |
| 25日 20:00 - | 私に未来をくれた日本の名曲 天童よしみ「愛燦燦」                                   |
| 25日 20:10 - | タカアンドトシダーツの旅 茨城県神栖市                                             |
| 25日 20:25 - | ロンドン五輪名場面                                                                |
| 25日 20:35 - | 私に未来をくれた日本の名曲 THE BOOM「島唄」                                       |
| 25日 20:45 - | 大野ダーツの旅 千葉県鋸南町                                                       |
| 25日 20:50 - | 櫻井”未来企画” 澤･櫻井が誓いのキックオフ                                          |
| 25日 21:20 - | ドラマSP「車イスで僕は空を飛ぶ」                                                  |
| 25日 23:20 - | 超絶!嵐にしやがれ007 嵐に生ドッキリ10連発!                                        |
| 26日 0:30 -  | あの7人としゃべくりしやがれ                                                       |
| 26日 1:15 -  | Going!Sports&News                                                                 |
| 26日 1:30 -  | 朝まで生しゃべくり007                                                             |
| 26日 5:50 -  | 嵐にもムチャぶりスターものまね天気予報                                            |
| 26日 6:30 -  | 日本全国未来に残したい達人SHOW                                                    |
| 26日 7:00 -  | 「車イスで僕は空を飛ぶ」ドキュメント                                              |
| 26日 7:40 -  | 相葉ダーツの旅 北海道北見市常呂町                                                 |
| 26日 7:50 -  | 羽鳥慎一ドキュメント企画 ぎんさんの娘                                             |
| 26日 8:00 -  | 右足を失った少女が縄文杉を目指す                                                  |
| 26日 8:35 -  | タカアンドトシドキュメント企画 がんと闘った諦めの悪い芸人 子どもに遺した3枚の手紙 |
| 26日 9:00 -  | 櫻井ダーツの旅 愛知県南知多町                                                     |
| 26日 9:15 -  | 石井苗子30年間の介護生活                                                          |
| 26日 9:45 -  | 二宮ダーツの旅 秋田県三種町                                                       |
| 26日 10:00 - | 地球2周分走った間寛平と3人のランナー奇跡の友情                                    |
| 26日 10:20 - | 黒木瞳がフラガールを訪問                                                          |
| 26日 11:20 - | 新垣結衣ダーツの旅                                                                |
| 26日 12:00 - | 日本の名曲”いい日旅立ち”谷村新司&黒木瞳                                           |
| 26日12:30 -  | 相葉”未来企画” 内臓のほとんどを切除 母が子に伝える命のメッセージ                  |
| 26日 13:00 - | アイドルになりたかった少女月乃ちゃんとベッキーの奇跡                              |
| 26日 13:15 - | イッテQチャレンジ企画 車イスの少女とイモトアヤコが世界の果てで大冒険              |
| 26日 14:00 - | 高校生ダンス甲子園                                                                |
| 26日 14:30 - | 相葉”未来企画” 難病と闘う動物大好き少女 相葉雅紀に語った「未来」                  |
| 26日 15:00 - | 大野”未来企画” 大野が見守る空手少女                                               |
| 26日 15:30 - | 私に未来をくれた日本の名曲 坂本冬美「また君に恋してる」                           |
| 26日 15:40 - | 二宮”未来企画” 二宮が見た「児童虐待」                                             |
| 26日 16:00 - | 史上最強!最長!嵐スーパーヒットメドレー                                            |
| 26日 16:15 - | 私に未来をくれた日本の名曲 岡本真夜「TOMORROW」                                   |
| 26日 16:20 - | 私に未来をくれた日本の名曲 坂本冬美&ローラ「赤いスイートピー」                    |
| 26日 16:30 - | 私に未来をくれた日本の名曲 THE ALFEE+二宮「星空のディスタンス」                   |
| 26日 17:00 - | 新垣結衣の海外リポート フィリピンのスラム街の子どもたち                           |
| 26日 17:30 - | チャリティ笑点                                                                    |
| 26日 18:00 - | 石川遼が見た東日本大震災                                                          |
| 26日 18:30 - | AKB名曲生中継で熱唱                                                               |
| 26日 18:45 - | 私に未来をくれた日本の名曲 南こうせつ+坂崎幸之助「妹」                            |
| 26日 19:00 - | 私に未来をくれた日本の名曲 加山雄三「君といつまでも」                             |
| 26日 19:10 - | 松本”未来企画” 松本潤が吹奏楽部43名と生演奏                                       |
| 26日 19:35 - | 病気と闘う西城秀樹が今夜復活のヤングマン                                          |
| 26日 20:00 - | 羽鳥慎一ダーツの旅 兵庫県淡路市北淡町                                             |
| 26日 20:10 - | フィナーレ                                                                        |

## スタッフ
- 技術統括：古川誠一、石塚功
- 美術統括：大川明子
- 総合TD：山口裕司
- マイクロプラン：小野敏之
- 本社VTR︰山形宗嗣、和田修
- SDC・SOC︰高橋宏和、三隅翔三、大槻喜洋、栗山雄一、塚田宏、渡辺秀一
- CVセンター︰内田宏亨、大林玄樹、相澤卓
- マスター︰北野亨、御崎芳仁、品川和雅、土方勇翔、日比野桃子、蓑田博光
- 放送進行︰黒坂祐太、長山太郎、古内さつき
- 回線ブッキング：落合俊輔、大友輝昭、荒井邦彰
- 電話回線設備︰前島聡、渋澤英司、浅川彦四郎、石中史彦
- CGデザイン：堀江隆臣、髙坂敬、水落功真、山岸龍、嘉数翔、里英樹、齋藤芳彬、齊藤久志、石渡英明
- テロップ︰滝澤美奈子、宮前芳恵、藤田成弥、大嶋俊勝
- 宣伝部：友定紘子、満松隆一郎
- 編成：吉無田剛
- 技術協力：NiTRO
- 美術協力：日テレアート

告知
- - カメラ：奥村誠久
  - 音声：椀台秀之
  - 音効：サウンドエッグノッグ
  - ディレクター：長嶋永知、青山敏雄、成瀬祐太
  - プロデューサー：上野尚偉、岡口真人

PR
- - ディレクター：前川瞳美
  - AP：岡宅真由美、中山薫
  - 演出：内田秀実
  - プロデューサー：長島一泰、森清知成

デジタルコンテンツ
- - 制作統括：海野大輔、別府彩夏、安部陽介
  - プロデューサー：奥山覚、下迫直樹、安部亮、崎田浩介、新津沙央理、中村光祐、能登谷佳浩、若園基寛、竹内咲子

〔WEB・ケータイチャリティー〕
- - 制作：清水守、高橋雅也、未武里沙、鷲巣桃子、前幸地光騎、三村奈緒美、神山賢司、海老原聡、大西章、金澤裕、ファン・ヴァン・チュン

〔第2日本テレビ〕
- - ディレクター：林健司、吉川夏子、山本久美子、岡村香織
  - プロデューサー：久保真一郎、山﨑雄二

〔データ放送〕
- - 技術：中曽根貴良、篠田貴之、岸遼、石島健一郎
  - 制作：宮武瑞枝、寺本匠、山田圭佑、三宅貴生、清水亜沙美

24時間テレビ日産チャリティーイベント
- - 特別協賛：日産自動車
  - TD：中濱央友
  - SW：関口文雄
  - カメラ：石渡裕二
  - MIX：渡辺祐一
  - VE：田村好彦
  - 照明：小笠原雅登
  - 音響：嶋村正勝
  - 音効：高橋秀治
  - モニター：大江房夫
  - メイク：鬼頭恵美
  - ディレクター：奥陽介、松﨑秀峰
  - AP：相馬令子
  - プロデューサー：今井大輔、山口敦司

警備本部
- - 警備本部：金子茂、宇野裕美、黒田努、佐々木明、足立実央、大河敏一
  - 副本部長：塩野弥千夫、高鳥一郎
  - 本部長：吾妻光良

汐留本社S1サブ放送本部
- - TD：佐藤勝義
  - 音声プラン：林英毅
  - SW：高田憲一、加賀屋博史、岩本茂、村松明
  - 音声：加賀金重郎、瀧島要介、吉田航、山田淳、中野裕介、勝又理行
  - 調整：牛山敏彦、石野太一、田口徹、天内理絵
  - VTR出しディレクター：広江孝吉、星野隆夫、佐藤伸一
  - TK・DSS：居波初子、山沢啓子、鈴木リサ、長坂真由美、竹島祐子、山岸由佳、神保よしみ、奈良里美、伊村佳恵
  - ECG：辻根昌枝、千代裕子
  - 技術コーディネート：脇山真太朗、山下聖司、越山理志
  - プロデューサー：松本京子

汐留本社S3サブ放送本部
- - TD：土屋隆
  - SW：瀧澤壮治
  - 音声：大島康彦
  - 調整：矢田部昭
  - TK：坂本幸子
  - ディレクター：廣瀬由紀子

汐留本社リモートサブ
- - TD：三村浩一
  - SW：野平和之、松尾良次
  - MIX：大浦政宣、佐々木麗
  - TK：石島加奈子、林恵潤佳
  - 音効：加藤つよし、大石幹夫、山本香織
  - CG：高澤広大、野村俊介、松国成泰、鈴木寿晃、宮内聡、桾澤勇、堤泰生、矢島基充
  - スポーツコーダー：渡辺昭博、折田学
  - ディレクター：松居哲郎、平田祥二、藤島幸輔、半田悠、輿石孝宏、太田律子、安部尚人

嵐にしやがれ
- - SW：村上和正
  - カメラ：津野祐一
  - 音声：池田正義
  - 調整：山口考志
  - 照明：小川勉
  - 美術プロデューサー：松崎純一
  - 美術デザイナー：本田恵子
  - 操作：増子純一
  - AP：柳喜祥、清千里、高梨織江
  - ディレクター：鈴木和昭
  - 演出：上利竜太

しゃべくり007
- - SW：米田博之
  - カメラ：日向野崇
  - 音声：中村宏美
  - 調整：斎藤孝行
  - 照明：木村弥史
  - 美術プロデューサー：林健一
  - 美術デザイナー：道勧英樹
  - 操作：永瀬雅俊
  - オブジェ：清水綾乃
  - 装飾：高橋吉彦
  - 電飾：丹野順哉
  - 花飾：藤崎華代
  - メイク：松井悦子
  - TK：大岡伸江、春日千佳子
  - 制作進行：熊谷芳子
  - AP：望月祐歌、中村晃子、檀沙織、岡本舞、平山美由紀
  - ディレクター：諏訪一三、伊藤航、岩本智也、本橋亜土、高宮聡子、小林亘、伏貫健介
  - プロデューサー：石原由季子、吉田一浩、安田友里
  - 演出：相田貴史

世界記録工場
- - ディレクター：外石隆幸
  - プロデューサー：熊谷暁夫
  - 演出：西村明浩

Going!Sports&News
- - 演出：津郷大吾、長岡新

チャリティー笑点
- - SW：宮崎和久
  - カメラ：赤沢知弘
  - 照明：内藤晋
  - 音声：酒井孝
  - 美術プロデューサー：高野泰人
  - 美術デザイナー：磯村英俊
  - 操作：田村佳久
  - 装飾：佐々木洋平
  - 衣裳：栗田佐智子
  - メイク：星野沙紀
  - AP：小森佳代子
  - FM：山口裕之
  - ディレクター：岩沢錬、高木裕司、大畑仁
  - プロデューサー：飯田達哉
  - ラインプロデューサー：鈴木雅人

連ダコ世界記録1万6000枚に挑戦!
- - TD：小澤俊博
  - SW：村田陸彦
  - MIX：木村宏志
  - ミヤギテレビ：阿部和彦
  - 技術協力：ミヤギテレビ
  - 協力：網地島のみなさん、ウインドラブ、仙台凧の会、鹿児島凧の会
  - 中継ディレクター：冨田潤一郎、土谷幸弘、御法川雄斗
  - ディレクター：高橋公彦、藤田飛鳥
  - AP：矢嶋麻実
  - プロデューサー：八木田祐子、荻野陽介、五十嵐貢
  - 演出：中山準士、長谷川孝

世界遺産・屋久島登山を生中継
- - 中継TD：保刈寛之
  - 映像プラン：小峰祐司
  - 音声プラン：清水新太郎
  - 縄文杉TD：高橋尚志
  - スタートTD：川村雄一
  - CAM：水谷元保、熊谷真悟、岩永雄允、出野裕史、浅田昇
  - SW：木村仁彦
  - MIX：安楽修平
  - AUD：小境健太郎
  - マイクロ：山本聡一、新田茂樹、森本隆史
  - 連絡線：小澤太
  - VE：柳澤圭佑
  - SNG：望月貢
  - 伝送：磯脇博志、甲斐創、尾山直樹、橋口純典、小崎諭、奥田貴弘
  - 裏側取材：山田大輔、小山尚良、松浦博人、飯島秀和
  - 照明：高橋明宏
  - 技術調整：今村博文
  - カメラ：加藤幸弘
  - 技術協力：イメージスタジオ109
  - 協力：屋久島ロケーションズ、鉄道弘済会
  - AP：水田英子
  - 中継ディレクター：永井孝昌、長田卓也、松嵜恭宜、野中敬義
  - ディレクター：吉村真人、飯塚淳一、笠原豊
  - プロデューサー：渡瀬慶吾、栄永英幸
  - 演出：高橋淳

健介・北斗ファミリー 24時間家族でリレーマラソン
- - TD・SW：諏訪勝
  - VE：星勇次
  - 音声：荒金俊光
  - TD：内田幹夫、飯島章夫、夏越一徳、東條和人、児玉大輔
  - カメラ：矢口太郎、今別府元気、八木原輝
  - ドライバー：木下卓己、吉田有希
  - 照明：井口弘一郎、河内俊明
  - ENG：松丸明夫
  - 美術デザイナー：柿崎愛子
  - 操作：中川清
  - メイク：小野かおり
  - マラソンコーディネーター：坂本雄次、佐藤成人、中川修一、大穀敬太、鈴木幹人、川野竜男、西海希和
  - GPS：山倉佳奈
  - ノンリニア：伊藤貴史
  - 制作進行：石井希和、田口美和子、藤井隆介
  - ディレクター：那須太輔、末延靖章、有田駿介、高野透矢、奥村竜、田澤実、富永恵也、浦川智之、曽我翔、齋藤郁恵、中尾大輔、須磨洋太
  - プロデューサー：川邊哲也、阿河朋子、小川明人 / 中村博行

マラソン密着VTR
- - ディレクター：島田健作
  - AP：済本明里

車イスの少女とイモトが世界の果てで大冒険!
- - 海外コーディネーター：m&m
  - ディレクター：石﨑史郎、小野寺健
  - AP：池田供子
  - プロデューサー：加藤幸二郎、岡崎成美

黒木瞳もともに舞う!復活!福島のフラガール
- - AP：山脇瞳
  - ディレクター：遠山広
  - 演出：川俣和也
  - プロデューサー：岡本計

新垣結衣がフィリピンで見た「スラム街」の子どもたち
- - AP：佐藤友美
  - プロデューサー：伊藤英恵

二宮が演じた"心理カウンセラー"もう１つの真実
- - AP：内田愛
  - ディレクター：鹿島健城
  - プロデューサー：遠藤英幸

ダーツの旅的全国1億人インタビュー!!
- - ディレクター：花田康平、貝瀬芳和、大石正通、森田隆行、永井ひとみ、須藤大介
  - プロデューサー：江尻直孝

ネット企画
- - プロデューサー：上野真二

宙に浮く草笛おじいちゃん
- - 高知放送：猪頭大輔、松岡茂

世界一華麗な Shall we ダンサー
- - 札幌テレビ放送：水谷潤子、喜井雅章

名古屋に舞い降りた覆面レスラー
- - 中京テレビ放送：岩元佑樹、桃田秀弥

飛びたて未来の空へ!ETおじいちゃん
- - テレビ金沢：後藤和宣、石田秀行

日本記録7冠王 82歳のおばあちゃん
- - 日本海テレビジョン放送：矢野正明

全盲の天使が奏でる アメイジンググレイス
- - テレビ新潟放送網：時田美昭、竹野和治

AKB48 東京ドーム生中継
- - 舞台演出：市川訓由
  - SW：村岩宏司
  - 照明デザイン：佐々木好二
  - CCAM：森元俊博
  - VE：舘野真也、長沼伸明
  - AUD：伊藤公雄、高木哲郎
  - ディレクター：藤本弘志
  - AP：山崎みみ
  - プロデューサー：高橋正昭

日本武道館
- - TD：菅谷典彦
  - 音声プラン：中島和真
  - SW：蔦佳樹、鎌倉和由、安藤康一、松嶋賢一
  - カメラ︰大庭茂嗣、中村哲也、北折雅人、佐藤裕司、東武志、望月達史、水梨潤、小林宏義、伊勢本活敬、梶原悠一、赤尾勝教、福田伸一郎、早川智晃、田代義昭、吉田健治、山内剛、高野信彦、木藤和久、荻野高康、茅野竜徳、寺澤由明、中村将直
  - 音声︰岡田洋一、藤雅樹、原秀彰、川合亮、岩崎廉、滝口祐造、小原正広、村上正、宮内貞
  - 調整︰小澤郁彌、沼田広美、岡田直紀、高橋卓、久野崇文、平野和宏、江頭恭二、鈴木雄仁、茅野温子、鈴木昭博、矢込宏敬
  - 音楽効果：村上義行、金沢裕一、宮川素子、吉田茂、中野瞬
  - 照明：谷田部恵美、平田丈、五十嵐久夫
  - 美術：熊崎真知子、波多野真理、牧野沙和、茂木大樹
  - 装置︰石原隆
  - 操作：四之宮克成
  - 電飾：岩井直樹
  - 装飾︰米山幸市
  - 特殊効果︰内山栄一
  - メイク︰栗原真理亜、林朋香
  - VTR出しディレクター：高橋慎耶、奥河内都
  - ステージング：MIKO、小堀理恵子
  - TK：中村ひろ子、矢島由紀子、桜井えみこ、田中彩、山際慎子
  - 編曲：たかしまあきひこ、しかたたかし
  - オーディオコーディネーター：鳥飼弘昌
  - 演奏：ガッシュアウト、東京音楽事務所
  - コーラス：フィジー、ミュージッククリエイション / 日テレ学院
  - 手話コーラス隊：愛の小鳩事業団 手話コーラス部
  - アシスタント：日本テレビイベントコンパニオン
  - 日テレ学院コーラスコーディネーター：飯田啓之、川原井宏実、遠藤佐知子
  - ゲストフォロー：松原正典、南波昌人、加藤晋也、高尾あずみ
  - フロアディレクター：舟澤謙二、長谷川賢一、氣賀澤宏隆、高橋康之、栗原憲也、宇津浩二、影山幸子、徳永清孝、吉川真一朗、藤野はるか、宮太一、渡邊友一郎
  - プロデューサー：江成真二、伊東修、遠藤正累

わたしの未来・日本の名曲
- - AP：岡里有佑子、譲原繁
  - わたしの未来・ディレクター：今野恒、長井香織、鈴嶋直子、大川剛史、世良田佳男、中井康二、廣田健介、森栄一郎
  - 日本の名曲・ディレクター：山泉貴弘、内田あかね、守屋茂員、福井翔一郎
  - 演出：鈴木守、滝田朋之
  - プロデューサー：神尾育代、小島俊一、黒岩敏一、黒川こず枝

みんなの未来を乗せて 夢の飛行船プロジェクト
- - アートディレクター：藤井彩人
  - デザイン：安田朝実、瀧本愛子
  - デスク：越波央
  - AP：橋本隆司
  - ディレクター：小林周一、市野貴也
  - 演出：藤森真実
  - プロデューサー：林田竜一

青春と友情のパワー!高校生ダンス甲子園
- - ディレクター：三好剛、水沼保和、石森一彰
  - 演出：武石政人
  - プロデューサー：牛丸謙壱、錦信次、笠井彩

天国へ旅立った未来のなでしこJAPAN
- - AP：海老名和香
  - ディレクター：加藤健太
  - 演出：宮森宏樹
  - プロデューサー：森下典子

相葉雅紀 たった一人のためのどうぶつ園
- - カメラ：江沢崇
  - 音声：外處智彦
  - AP：神田富士江、藤井里絵
  - ディレクター：徳永美哲、菅沼修平、内田浩
  - プロデューサー：道坂忠久、笹部智大、大垣信良、渡部祐一
  - 演出：清水星人

大野が見守る空手少女 天国のお母ちゃんとの約束
- - TD：林洋介
  - SW：芝山栄一
  - CAM：大谷アグリ
  - VE：石坂忠義
  - MIX：大場悟
  - AUD：南雲長忠
  - ロケCAM：杉中敏行
  - ディレクター：川端鉄也
  - プロデューサー：髙松明央

二宮が見た「虐待」～母と娘、本当の親子への19年～
- - プロデューサー：佐藤理恵

松本潤と被災地の吹奏楽部「ありがとう」の音色
- - カメラ：三浦貴広、作左部一哉
  - VE：森田浩行
  - 協力：永野裕之、奥村伸樹 銀河鉄道999、株式会社ミュージックエイト、シングシングシング、株式会社ヤマハミュージックメディア、上を向いて歩こう in Swing株式会社ウィンズスコア
  - ディレクター：濱村俊郎
  - 演出：市川隆
  - プロデューサー：高島良子

石川遼 約束の再会～被災地に生きる子ども達は今～
- - カメラ：柳沢晃司、今野知道
  - アシスタント：福浦俊輔
  - 車輛：海雲啓輔
  - ディレクター：柳沢英俊、福沢英之
  - 演出：藤本直樹
  - プロデューサー：紀内良彦

日本列島縦断スターものまね天気予報
- - AP：澤井慎幸
  - ディレクター：佐津川陽
  - プロデューサー：萩原朋子

FAX
- - ディレクター：藤村利晴、中道康夫、下田和則
  - プロデューサー：森下泰男、斎藤みさ子
  - 演出：福田龍
- 武道館運営：内藤智子、光岡裕子、脇阪真琴、植原佳世子、森田佳苗
- ケータリング：中田洋、野崎麻由美、石塚理、石井崇、北野由佳子
- 協力：日本武道館
- 制作協力：IVSテレビ制作、アガサス、AX-ON、アバンズゲート、いまじん、えすと、エムファーム、オンリー・ワン、キューアップ、クランクレスト、コール、コスモ・スペース、ゴッドキッズ、ザイオン、ザ・ワークス、シオン、ジッピー、仁プロデューシング、創輝、日企、日テレイベンツ、パッション、フルタイム、フォアキャスト・コミュニケーションズ、フォーミュレーション、ブームアップ、マイ・プラン、モスキート、ユニオン映画、ランナーズ・ウェルネス、ロール・ワン、ワーク24
- チャリTシャツデザイン：奈良美智、大野智
- 構成：桜井慎一、川上トリオ、ヒロハラノブヒコ、アリエシュンスケ、木南広明、林田晋一 / 石塚祐介、石田健祐、市川榮里、内海譲司、遠藤佳三、大谷裕一、尾首大樹、柏木克紀、佐藤かんじ、沢口義明、城啓介、杉山奈緒子、鈴木重夫、竹尾明子、田中利明、とちぼり元、成瀬正人、橋本大介、長谷川勉、長谷川優、藤原琢也、三木睦郎、山西伸彦、横山誠一
- 「24時間テレビ」チャリティー委員会事務局
  - 事務局長：小山啓
  - 事務局：保坂昌宏、武井実、伊藤喜三郎、広沢みどり、西尾麻衣子、薄井真奈、坂本奈津 / 全国のボランティアの皆さん、草の根チャリティーネットワーク
- 制作進行：東原祐子、西村友美、戸谷志帆梨
- 制作：菊地剛太、廣瀬健一
- 武道館ディレクター：久木野大、上田崇博、川口信洋、井上尚也、小松正樹
- 汐留本社S1サブディレクター：伴在正行、佐々竜太郎、橋本和明、小田玲奈、岩鼻優
- S1サブ演出：髙橋利之、三觜雅人、福士睦、古立善之
- 全体進行：斉藤寿
- プロデューサー：糸井聖一、岩下英恵
- 武道館演出：福田逸平太
- 総合プロデューサー：田中宏史
- 総合演出：川邊昭宏
- チーフプロデューサー：菅賢治
- 制作指揮：佐野譲顯
- 製作著作：日本テレビ